# Wolfram Sievers
Wolfram Sievers (Hildesheim, 10 de julho de 1905 – Prisão de Landsberg, 2 de junho de 1948) foi oficial alemão e um dos dirigentes da Ahnenerbe de 1935 a 1945. Ele foi condenado por crimes de guerra no Julgamento dos Médicos em 1947 e executado por enforcamento em 1948.

## Biografia

### Começo da vida e nacionalismo alemão
Sievers nasceu em 1905 em Hildesheim, na Província de Hanôver (hoje na Baixa Saxônia), filho de um músico protestante da igreja. É relatado que ele era musicalmente talentoso, que tocava cravo, órgão e piano, e amava música barroca alemã. Ele foi expulso da escola por ser ativo na Deutschvölkischer Schutz- und Trutzbund e estudou história, filosofia e estudos religiosos na Universidade Técnica de Stuttgart enquanto trabalhava como vendedor. Membro da Bündische Jugend, ele se tornou ativo na Artamanen-Gesellschaft ("Liga Artamana"), um movimento nacionalista alemão.

### Filiação ao Partido Nazista e crimes de guerra em Ahnenerbe
Sievers se juntou ao Partido Nazista em 1929. Em 1933, ele chefiou a Externsteine-Stiftung ("Fundação Externsteine"), que havia sido fundada por Heinrich Himmler para estudar a Externsteine na Floresta de Teutoburgo. Em 1935, tendo se juntado à SS naquele ano, Sievers foi nomeado Reichsgeschäftsführer, ou Secretário Geral, da Ahnenerbe e, por Himmler. Ele era o diretor real das operações da Ahnenerbe e deveria ascender ao posto de SS-Standartenführer até o fim da guerra.
Em 1943, Sievers tornou-se diretor do Institut für Wehrwissenschaftliche Zweckforschung (Instituto de Pesquisa Científica Militar), que conduziu experimentos extensivos usando sures humanos. Ele também auxiliou na montagem de uma coleção de crânios e esqueletos para o estudo de August Hirt na Reichsuniversität Straßburg, como parte da qual 112 prisioneiros judeus foram selecionados e mortos, após serem fotografados e suas medidas antropológicas tomadas.

### Julgamento e execução
Sievers foi julgado durante o  Julgamento dos Médicos em Nuremberg após a Segunda Guerra Mundial, onde foi apelidado de "Barba Azul Nazista" pelo jornalista William L. Shirer por causa de sua "barba espessa e preta como tinta". O Instituto de Pesquisa Científica Militar foi criado como parte do Ahnenerbe, e a promotoria em Nuremberg colocou a responsabilidade pelos experimentos em humanos que foram conduzidos sob seus auspícios no Ahnenerbe. Sievers, como seu mais alto oficial administrativo, foi acusado de auxiliar ativamente e promover os experimentos criminosos.
Ele foi acusado de ser membro de uma organização declarada criminosa pelo Tribunal Militar Internacional (SS) e foi implicado na prática de crimes de guerra e crimes contra a humanidade. Em sua defesa, alegou que já em 1933, Sievers havia sido membro de um movimento de resistência antinazista que planejava assassinar Hitler e Himmler, e que ele havia obtido sua nomeação como Gerente do Ahnenerbe para se aproximar de Himmler e observar seus movimentos. Ele ainda afirmou que permaneceu no posto a conselho de seu líder da resistência para reunir informações vitais que ajudariam na derrubada do regime nazista.
Sievers foi condenado à morte em 20 de agosto de 1947 no julgamento dos médicos e enforcado em 2 de junho de 1948, na prisão de Landsberg, na Baviera.